# Ритм вселенной. Как из хаоса возникает порядок
Ритм вселенной. Как из хаоса возникает порядок (англ. Sync.How Order Emerges from Chaos in the Universe, Nature, and Daily Life) — научно-популярная книга Стивена Строгаца, изданная в 2003 году на английском языке в издательстве Hachette Books, посвящена вопросам математики и физики,  затрагивают многие аспекты теории хаоса.
На русский язык была переведена Иваном Веригиным и издана изательством Манн, Иванов и Фербер в 2017 году.

## Содержание
Автор книги американский математик и профессор прикладной математики в Корнелльском университете Стивен Строгац, занимающейся изучением нелинейных систем, в том числе изучением синхронизации в динамических системах, исследованиями в различных областях прикладной математики, включая математическую биологию и теорию комплексных сетей.
В своей книге автор рассказывает о том, как происходит спонтанное упорядочение ритмов, наблюдаемых в окружающем мире, о том как синхронизируются физические процессы на уровнях от атомного ядра и до космических объектов.
Автор отмечает, что Луна вращается в идеальном резонансе со своей орбитой вокруг Земли; миллионы нейронов работают вместе, управляя дыханием человека; каждую ночь вдоль приливных рек Малайзии тысячи светлячков вспыхивают в унисоне. Все эти удивительные моменты синхронности происходят спонтанно — как будто Вселенная испытывает непреодолимое стремление к порядку.
Далее он пишет, что тенденция к синхронизации, возможно, является самым загадочным и всепроникающим движущим фактором во всей природе. Она заинтриговала величайшие умы XX века, включая Альберта Эйнштейна, Ричарда Фейнмана, Норберта Винера, Брайана Джозефсона и Артура Уинфри. Но только в последнее десятилетие ученые из разных дисциплин пришли к осознанию того, что изучение синхронности может произвести революцию в понимании всего — от происхождения жизни до некоторых типов человеческого поведения. Автор говорит о том, что на первый взгляд эти явления могут показаться несвязанными, но на более глубоком уровне существует связь, созданная объединяющей силой математики.
Автор приводит примеры того, как использование синхронизированных электронов для создания самых чувствительных в мире детекторов, способных обнаружить нефть, зарытую глубоко под землей, и определить больные ткани, связанные с эпилепсией и сердечной аритмией.
Основные тезисы книги:
- В основе Вселенной лежит устойчивый, настойчивый ритм — звук синхронизированных циклов. Он пронизывает природу во всех масштабах и спонтанно, как будто природа испытывает жуткое стремление к порядку.
- Спонтанный порядок озадачивает ученых, поскольку термодинамика, казалось бы, предсказывает обратное — больший беспорядок и энтропию, а не порядок.
- Синхронность — объяснение порядка во времени.
- Хаос — кажущееся случайным, непредсказуемое поведение, управляемое неслучайными, детерминированными законами. Занимает незнакомую промежуточную позицию между порядком и беспорядком. Внешне выглядит хаотичным, но содержит загадочные закономерности и управляется жесткими правилами. Он предсказуем в краткосрочной перспективе, но непредсказуем в долгосрочной.
- Структура всегда влияет на функцию. Структура социальных сетей влияет на распространение информации и болезней; структура электросетей влияет на стабильность передачи электроэнергии. То же самое должно быть верно и для видов в экосистеме. Структура сети должна в значительной степени определять ее динамику.
- Природа использует все средства, чтобы позволить осцилляторам общаться, что приводит к синхронизации. Осцилляторы, когда они синхронизируются, выстраиваются во времени, а не в пространстве.
- Сверхпроводимость — это тип вечного двигателя, который не противоречит термодинамике благодаря способности электронов объединяться в пары и синхронизироваться.
- Люди не умеют оценивать вероятности редких событий.

Синхрония, как видении ее автор — это наука, находящаяся в зачаточном состоянии, этот наука где математики и физики пытаются определить, как спонтанный порядок возникает из хаоса.
Строгац, отмечает что синхронность можно обнаружить повсеместно — от лазеров до электронов, от биологических часов человека до маятника. Синхронизация неодушевленных объектов — это проявление некоторых глубочайших законов математики и физики в действии, которые еще предстоит открыть человечеству.